# الاتحاد الدستوري الليبي
الاتحاد الدستوري الليبي  تنظيم سياسي معارض لنظام العقيد معمر القذافي أعلن عن تأسيسه في مدينة مانشستر البريطانية في السابع من أكتوبر 1981 الموافق للذكرى الثلاثون للإعلان عن الدستور الليبي الذي نالت بموجبه ليبيا استقلالها سنة.
طالب الاتحاد الدستوري الليبي بإسقاط نظام حكم العقيد القذافي الذي وصفه بالنظام غير الشرعي الذي اغتصب السلطة عن طريق انقلاب عسكري أطاح بالحاكم الشرعي للبلاد الملك محمد ادريس السنوسي في 1 سبتمبر 1969، وليس ثورة كما يزعم القذافي. وقد جاء في بيانه التأسيسي  الذي وزع على هيئة بطاقة معايدة بمناسبة عيد الأضحى الذي وافق ذلك التاريخ، وحمل أسماء رئيس التنظيم محمد عبده بن غلبون  واثنان من أعضاءه المؤسسين هما محمد حسين القزيري  وهشام بن غلبون ، أنه سيعمل «على إعادة الشرعية الدستورية إلى البلاد وفرض سيادة القانون والنظام»، وأنه «يجدد البيعة للملك محمد إدريس المهدي السنوسي قائداً تاريخياً لكفاح الشعب الليبي من أجل الاستقلال والوحدة الوطنية ورمزاً للشرعية في البلاد. ودعى كافة فئات الشعب الليبي إلى الالتفاف حول عاهل البلاد والانضواء تحت لِوائه لإنهاء الحكم غير الشرعي القائم في ليبيا وإزالة كل الآثار التي ترتبت على اغتصابه للسلطة منذ أول سبتمبر 1969». كما أكد البيان في ختامه على «حق الشعب الليبي في إعادة الأمور إلى نصابها ثم اختيار شكل الدولة ونظام الحكم الذ يرتضيه بمحض إرادته الحرة عن طريق استفتاء يجري تحت إشراف دولي في خلال فترة مناسبة من عودة الشرعية الدستورية إلى البلاد»

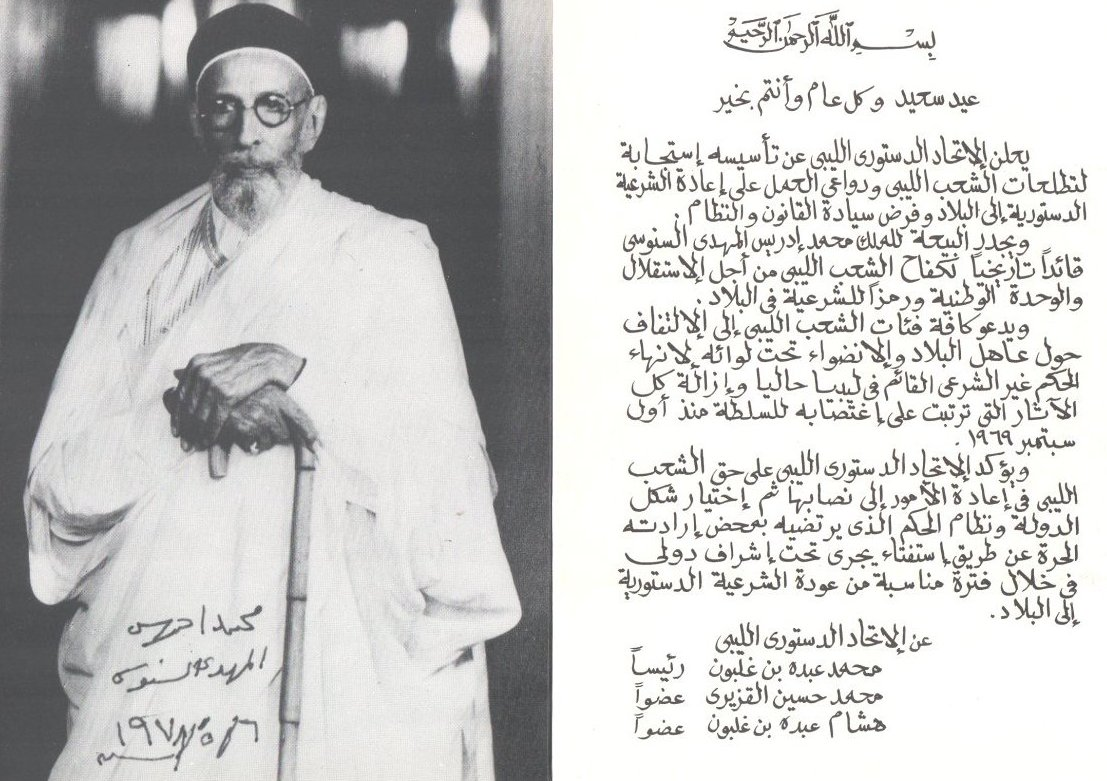
بطاقة الاعلان عن تأسيس الاتحاد الدستوري الليبي 7 أكتوبر 1981

لم تلق دعوة الاتحاد الدستوري الليبي للالتفاف حول الملك ادريس والاستفادة من شرعيته الدستورية تجاوبا من تنظيمات المعارضة الليبية في المهجر، ولم يُقدم عليها غيره. وفي نعيه  للملك ادريس الذي وافته المنية يوم 25 مايو 1983 بمنفاه في القاهرة اقترح الاتحاد الدستوري إنشاء نواة جمعية وطنية جديدة، وأكد مجددا على أن دستور البلاد الذي وضعته الجمعية الوطنية عشية الاستقلال «هو الدستور الديمقراطي الوحيد في تاريخ ليبيا وينبغي اعتباره ساري المفعول تماما طالما أنه لم يعلّق أو يتغير بإرادة شعبية حرّة مورست في ظروف طبيعية، وأن شكل الدولة ونظام الحكم الذي يحقق رغبة أغلبية الليبيين لا يمكن ولا يجوز أن يتحدد إلا باختيار الشعب الليبي كله وبالوسائل الديمقراطية المشروعة».
انطلق الاتحاد الدستوري الليبي في اصراره على مدى ثلاثة عقود من المعارضة على تفعيل الدستور الليبي (1951) وجعله نقطة بداية بعد الإطاحة بنظام الانقلاب من قناعته بأن تركيبة المجتمع الليبي وتأثير مخلفات التاريخ وحوادثه فيه تجعله لا يحتمل التواجد في فراغ سياسي مهما قصرت مدته، ونبه إلى المخاطر التي ستتبع إسقاط النظام الدكتاتوري بدون حماية المجتمع بالدستور. بينما تبنت بقية فصائل المعارضة الليبية وجهة نظر مغايرة تنطلق من قناعة ثابتة بأن فسيفساء المجتمع الليبي مترابطة وفي مأمن من أي ارتباك تحت أي ظرف، وأنه يجب انتهاز فرصة اسقاط نظام القذافي للانتقال إلى مستقبل جديد في حرية من علائق الماضي السياسية. كما استُقبل الاتحاد منذ البداية بعداء أمريكي شديد أشار إليه رئيس الاتحاد الدستوري أكثر من مرة في مقالاته المنشورة في الصحافة.
اهتم الاتحاد الدستوري الليبي بالتصدي لمساعي نظام الرئيس معمر القذافي لطمس التراث الوطني الليبي والغاء الهوية الوطنية واستبدالها بمفهوم أن ليبيا ولدت يوم اعتلائه السلطة في سبتمبر 1969، وذلك بإحياء المناسبات الوطنية المفصلية في تاريخ البلاد مثل 7 أكتوبر (ذكرى الإعلان عن الدستور )، و 24 ديسمبر (ذكرى الاستقلال)، و 21 نوفمبر (ذكرى قرار الجمعية العامة للأمم المتحدة باستقلال ليبيا ) وغيرها من المناسبات الوطنية التي كان قد ألغاها وعاقب كل من يتذكرها أو يحييها، وهو أول من ابتدأ ورسّخ نعت نظام حكم القذافي بالانقلاب العسكري بعد أن كان اعلامه الممنهج قد نجح في إيهام الليبيين بأنه ثورة. لدرجة أن حتى معارضيه كانوا يتعاملون معه بأنه ثورة «انحرفت عن مسارها».
وكان الاتحاد الدستوري الليبي التنظيم الوحيد من تنظيمات المعارضة الليبية الذي رفع العلم الوطني واتخذه شعارا، بينما رفضه الآخرون بحجة أنه شعار الملكية الليبية المنتهية. وقد استمر ذلك لمدة 24 سنة إلى أن رفعت فصائل المعارضة المنضوية تحت «المؤتمر الوطني للمعارضة الليبية» الذي عقد بلندن في يونيو 2005 العلم الوطني واتخذت قرارا باعتماد دستور 1951 مرجعية للشرعية الدستورية، فقد جاء في البيان الختامي الصادر عن «هيئة المتابعة» بتاريخ 26 يونيو 2005 والمعروف بـ «اعلان التوافق الوطني» أن "الشرعية الدستورية الوحيدة تتمثل في دستور عام 1951 بتعديلاته اللاحقة، الذي أقرته وصادقت عليه الجمعية الوطنية التأسيسية تحت إشراف مجلس الأمم المتحدة الخاص بليبيا. وإن ما أقدم عليه الانقلابيون بإصدار قرار تعسفى يقضي بإلغاء الدستور هو إجراء غير شرعي ولا يعتد به".
واهتم مؤسس الاتحاد الدستوري الليبي وعائلته بالملك والملكة في غربتهما وتجندوا لخدمتهم ومؤانستهم والذبّ عنهم حتى آخر أيامهم.
في بداية ثورة 17 فبراير 2011 كان الاتحاد الدستوري الليبي من أوائل المتواجدين النشطين في وسائل الاعلام العالمية لدعم الثورة وشرح أهدافها وأسبابها وتقديمها للعالم 
وما أن أعلن المجلس الوطني الانتقالي عن تبنيه «الإعلان الدستوري»  حتى انسحب الاتحاد من الإعلام بعد أن عجز عن إقناع المجلس الوطني الانتقالي  وبقية الناشطين والوطنيين في عدة تصريحات صحفية  ورسائل مفتوحة بتبني الدستور لمنع كارثة بدى أنه متيقّن من أن الوطن يتجه نحوها.

## روابط خارجية
الاتحاد الدستوري الليبي

## روابط داخلية
المؤتمر الوطني للمعارضة الليبية